# KDS
Komitet Bezpieczeństwa Państwa (bułg. Комитет за държавна сигурност, KDS), określany potocznie jako Държавна сигурност (Bezpieczeństwo państwowe) – bułgarska policja polityczna, działająca w okresie rządów Todora Żiwkowa.

## Historia
Pierwsze struktury odpowiedzialne za bezpieczeństwo państwa utworzono w Bułgarii już w 1925. Na bazie tych struktur w 1944 utworzono specjalny wydział bezpieczeństwa w ramach Dyrekcji Milicji Ludowej (Дирекция на Народната Милиция). Określano go skrótem DS (Държавна сигурност, Bezpieczeństwo państwowe). Kierował nim Dimo Diczew. Zadaniem funkcjonariuszy DS było zdobywanie informacji o charakterze politycznym, ochrona władz partyjno-państwowych i eliminacja tzw. elementów kontrrewolucyjnych. W ramach DS utworzono w 1964 specjalny oddział, pod dowództwem płk Petko Kowaczewa, który miał się zająć eliminacją bułgarskich dysydentów i dezinformacją, co do ich rzeczywistej działalności. Funkcjonariusze DS w latach 80. odegrali kluczową rolę w tzw. procesie odrodzeniowym (bułgaryzacji mniejszości tureckiej). Bułgarskiej policji politycznej przypisywano także zabójstwo pisarza Georgi Markowa niedaleko londyńskiego mostu Waterloo i udział w zamachu na papieża Jana Pawła II w 1981.
W 1990 DS została podzielona na trzy odrębne struktury, zajmujące się wywiadem, ochroną bezpieczeństwa państwa i ochroną przedstawicieli władz Bułgarii. W 1990, zgodnie z rozkazem nr ІV-68 gen. Atanasa Semerdżiewa, ówczesnego ministra spraw wewnętrznych, zniszczono ok. 40% dokumentów, wytworzonych przez DS.

## Struktura
- Dyrektoriat 1: wywiad zagraniczny
- Dyrektoriat 2: Kontrwywiad
- Dyrektoriat 3: Kontrwywiad wojskowy
- Dyrektoriat 4: Inwigilacja
- Dyrektoriat 5: Ochrona władz państwowych
- Dyrektoriat 6: Policja polityczna
  - wydział 1: kontrola środowisk inteligenckich i artystycznych
  - wydział 2: kontrola środowisk uniwersyteckich
  - wydział 3: kontrola duchowieństwa, Żydów, Ormian i „białych” Rosjan
  - wydział 4: kontrola mniejszości tureckiej i macedońskiej
  - wydział 5: kontrola środowisk politycznych (agraryści, socjaldemokraci)
  - wydział 6: obserwacja działalności antypartyjnej, w tym środowisk maoistowskich
  - wydział 7: analiza informacji
- Dyrektoriat 7: Praca informacyjna

## Dowódcy KDS
|   | Imię i nazwisko   | Okres pełnienia funkcji |
| - | ----------------- | ----------------------- |
| 1 | Dimo Diczew       | 1944–1947               |
| 2 | Rusi Christozow   | 1947–1949               |
| 3 | Iwan Rajkow       | 1949–1951               |
| 4 | Georgi Kumbilijew | 1952–1960               |
| 5 | Angeł Sołakow     | 1960–1969               |
| 6 | Mirczo Spasow     | 1969–1973               |
| 7 | Grigor Szopow     | 1973–1990               |

## Pokłosie
Ocalałe dokumenty DS budzą do dziś poważne kontrowersje w Bułgarii. Stan zachowania dokumentów nie pozwala na przeprowadzenie pełnej procedury lustracji. W 2002 gen. Atanas Semerdżiew został uznany winnym zniszczenia 144 235 teczek osobowych, zgromadzonych w archiwach DS. Następnie orzeczenie to uchylono, a w 2006 wycofano zarzuty.